# L'Énigme du désir
L'Énigme du désir est une huile sur toile surréaliste peinte en 1929 par Salvador Dalí.  Elle est conservée à la Galerie nationale d'art moderne à Munich et fait partie de l'ancienne collection Oskar Rudolf Schlag (de).

## Contexte
La toile fut peinte à Figueras après l'été, dans l'atelier de la boutique de la tante de Dalí qui le laissait l'utiliser comme studio.
La toile est un des rares hommages du peintre à sa mère, qu'il ne représenta jamais sur un tableau.
Dalí réalisa un dessin à la plume comme étude préparatoire de l’œuvre qui fut acheté avec le Jeu lugubre par le vicomte de Noailles lors de la première exposition du peintre à la galerie Goemans.

## Description
La toile représente un grand paysage désertique où apparaît la plaine de l'Empordà, lieu où Dalí avait passé son enfance. Au centre, se trouve une énorme roche jaune en forme d'aile avec deux grands trous et plusieurs petites cavités. Dans nombre de ces ouvertures on peut lire « ma mère ». La toile au travers de ses symboles ne fait pas seulement référence à la mère de Dali, mais également à Gala par le biais du lion dans le coin supérieur droit. Celui-ci est également représenté dans d'autres toiles telles que Le Grand masturbateur, toujours en relation avec un message érotique.
À l'autre extrémité du rocher se trouve une tête de profil avec un œil énorme et fermé qui apparaît constamment dans les toiles de Dalí, telles que Le Grand masturbateur et La Persistance de la mémoire.
D'autres éléments récurrent des tableaux de Dalí figurent ici : le poisson, les sauterelles, la main qui tient un couteau et la tête de femme aux longs cheveux.